# ASASSN-15lh
ASASSN-15lh es una hipernova detectada por el observatorio Las Campanas el 14 de junio de 2015. La explosión tuvo lugar en una galaxia distante, a 3800 millones de años luz, en el límite entre las constelaciones australes de Indus y Tucana. Se trata del fenómeno de este tipo más potente jamás registrado, con una luminosidad máxima 570 000 millones de veces superior a la del Sol y veinte veces mayor que la de la Vía Láctea. Si hubiera tenido lugar a una distancia equivalente a la de Sirio, a 8,6 años luz de la Tierra, su intensidad habría bastado para alcanzar una magnitud aparente similar a la del Sol.
Ninguna de las teorías actuales explican por completo las causas de esta supernova, que será visible durante varios años. La hipótesis más aceptada es que el evento original dejó un magnetar de rápida rotación como remanente, que aporta energía adicional al gas en expansión fruto de la supernova. De ser confirmada, esta teoría implicaría que ASASSN-15lh no es solo la mayor explosión de este tipo jamás encontrada, sino que su luminosidad se acerca al máximo posible para eventos de este tipo.
Tras 10 meses de observación del fenómeno, un equipo internacional liderado por el Instituto Weizmann de Ciencias (Israel) y el Dark Cosmology Centre (Dinamarca), ha llegado a la conclusión que el evento ha sido causado por el desgarramiento de una estrella de baja masa por un agujero negro supermasivo que gira a altas velocidades (agujero negro de Kerr) en un fenómeno denominado «evento de disrupción de marea».

## Características
ASASSN-15lh es una supernova ubicada en una galaxia a 3800 millones de años luz de la Tierra, en la frontera de las constelaciones australes de Indus y Tucana. Las coordenadas astronómicas del fenómeno son 22 h 02 m 15.45 s de ascensión recta y −61°39′34.6″ de declinación. La explosión llegó a alcanzar en su pico un brillo 570 000 millones de veces superior al del Sol, veinte veces más que toda la Vía Láctea, cien veces superior al de una supernova ordinaria y mil veces menos común. Aunque el suceso no es observable a simple vista, si hubiera tenido lugar a 8.6 años luz del Sistema Solar su magnitud aparente habría sido equiparable a la del Sol, desde una perspectiva terrestre. Los expertos coinciden en que permanecerá brillando varios años más.
El evento ha sido categorizado como una supernova superluminosa, descubiertas a finales del siglo xx y cuya magnitud supera entre dos y tres veces a la de las supernovas más comunes, las de tipo Ia. Sin embargo, la radiación total emitida por ASASSN-15lh duplicó a la de cualquier otro fenómeno de esta categoría detectado con anterioridad. Otra particularidad de este suceso es que, habitualmente, las supernovas superluminosas tienen lugar en galaxias pequeñas con una tasa elevada de formación estelar. Por el contrario, esta se desarrolló en una galaxia mayor que la Vía Láctea, cuyas líneas de emisión de hidrógeno y oxígeno apuntan una escasa formación de estrellas.

### Galaxia
La galaxia anfitriona de ASASSN-15lh es APMUKS (BJ) B215839.70−615403.9. Presenta un desplazamiento al rojo en el espectro electromagnético, tiene una magnitud visual de –25.5, un radio de 7827.75 años luz y una masa estelar de 2 × 1011 M☉; muy superior a los valores de la Vía Láctea. Las partes más fuertes del espectro de la galaxia tienen longitudes de onda alrededor de 1 μm en el infrarrojo cercano.

## Descubrimiento
La supernova fue detectada por primera vez el 14 de junio de 2015 en el observatorio Las Campanas —por sus siglas en inglés, All Sky Automated Survey for SuperNovae o «Censo Automatizado de Supernovas de Cielo Completo»—, en Cerro Tololo, Chile. El espectro del ASASSN-15lh fue proporcionado por el Telescopio du Pont en Chile. El Gran Telescopio Sudafricano fue utilizado para determinar el desplazamiento al rojo, y por lo tanto la distancia y luminosidad. El telescopio espacial Swift también contribuyó en las observaciones. El hallazgo se confirmó mediante la comparación de imágenes previas, del 8 de mayo de 2015, con las obtenidas por este y otros telescopios tras la primera observación. El 24 de julio, el evento adquirió formalmente la designación de supernova SN 2015L de la Central Bureau for Astronomical Telegrams. En los meses posteriores, expertos de todo el mundo colaboraron de forma conjunta en el estudio del evento. Las medidas adicionales del espectro y la distancia a la que se encontraba la fuente lumínica les permitió calcular su luminosidad, y certificar que se trataba de la supernova más potente jamás detectada. Publicaron sus investigaciones el 15 de enero de 2016 en la revista Science.

## Causas
La potencia de ASASSN-15lh invalida las hipótesis desarrolladas en los últimos años para justificar la existencia de las supernovas superluminosas. Subo Dong, principal autor del estudio y astrónomo en el Instituto Kavli de Astronomía y Astrofísica de la Universidad de Pekín, declaró que las causas de la explosión y su fuente de energía «siguen siendo un misterio porque todas las teorías conocidas encuentran graves desafíos para explicar la inmensa cantidad de energía que ASASSN-15lh ha irradiado».
Una de las causas propuestas justifica el evento como una supernova inicial que dejó como remanente una estrella de neutrones de rápida rotación y fuertes campos magnéticos —un magnetar—. A medida que perdió velocidad fue expulsando vientos altamente magnetizados que calentaron el gas en expansión fruto de la supernova e incrementaron la intensidad del brillo. Sin embargo, para conseguir una luminosidad tan elevada, su rotación tendría que haber sido de mil revoluciones por segundo, y los campos magnéticos generados entre diez y cien billones de veces más intensos que los de la Tierra. Estas cifras se encuentran muy por encima del límite superior admitido por el modelo. Según Todd Thompson, colaborador en el estudio y profesor en el departamento de astronomía de la Universidad Estatal de Ohio, este argumento sería improbable pero posible, aunque implicaría que ASASSN-15lh se encontrase entre las mayores supernovas que pueden existir.
Otra de las explicaciones sugeridas por los investigadores es que ASASSN-15lh sea una hipernova ocasionada por el colapso de una estrella —una hipergigante azul— con una masa cientos de veces superior a la del Sol que ha llegado al final de la secuencia principal. En tal caso, habría creado inmensas cantidades de metales pesados y radiactivos que serían fácilmente detectables por los expertos en un futuro cercano. Del mismo modo, también sería posible que el material expulsado en la supernova hubiera golpeado una capa externa de gas y creado una onda de choque, pero la ausencia de hidrógeno y helio —componentes más probables de la nube— parece descartar esta posibilidad. Otra explicación, menos probable, es que sea el resultado del colapso de una estrella de Wolf-Rayet próxima al agujero negro supermasivo del centro de la galaxia.

### Otras lecturas
- Cowen, Ron (14 de enero de 2016). «Brightest-ever supernova still baffles astronomers». Nature (en inglés). doi:10.1038/nature.2016.19176.
- Parnell, Brid-Aine. «Superluminous Supernova Is The Brightest Ever Seen». Forbes (en inglés). Consultado el 18 de enero de 2016.

- Datos: Q22075587
- Multimedia: ASASSN-15lh / Q22075587